# Adorned Brood
Adorned Brood — німецький блек-фолк-метал-гурт.

## Історія гурту
Після заснування в 1993 році Adorned Brood записали два демозаписи. Вони підписали контракт з німецьким лейблом Folter Records. Вони записали свій перший студійний альбом Hiltia в 1996 році. Другий альбом під назвою Wigand вийшов 6 лютого 1998 на лейблі Atmosfear. Третій альбом, Асгард, був випущений 16 червня 2000 року, на лейблі Moonstorm.

## Дискографія

### Демо
- Phobos/Deimos (1994)
- Wapen (1995)
- Rehearsal '96 (1996)

### Студійні альбоми
- Hiltia (1996)
- Wigand (1998)
- Asgard (2000)
- Erdenkraft (2002)
- Heldentat (2006)
- Noor (2008)
- Hammerfeste (2010)
- Kuningaz (2012)